# Hermann vom Rath (Politiker, 1856)
Hermann vom Rath (* 14. September 1856 in Duisburg; † 1917) war ein deutscher Legationsrat und Mitglied des Preußischen Abgeordnetenhauses.

## Leben
Hermann vom Rath absolvierte ein Studium der Rechtswissenschaften und war zunächst als Privatsekretär des Politikers Herbert von Bismarck tätig, bevor er 1893 Mitglied des Zentralvorstandes der Nationalliberalen wurde.
Vom Rath war im Diplomatischen Dienst tätig und 1908 Legationsrat a. D., als er als Mitglied der Nationalliberalen für den Wahlkreis Koblenz 1 (Wetzlar) ein Mandat für das Preußische Abgeordnetenhaus erhielt. Er blieb bis 1913 in dem Parlament.

### Öffentliche Ämter
- Vorstandsmitglied der Deutsch-Asiatischen Gesellschaft
- Vorstandsmitglied des Zentralverbandes der Deutschen Binnenschifffahrt